# Kaple svaté Anny (Chocenice)
Zámecká kaple svaté Anny v Chocenicích je jednolodní nevelká omítnutá cihlová stavba s malou zvonicí na hřebeni střechy. Je chráněna jako kulturní památka České republiky.

## Historie
V Chocenicích existují záznamy o farním kostele již v roce 1352, ten ale nejspíše v 15. století zanikl. O kapli jsou první informace z roku 1713.

## Interiér
Uvnitř kaple jsou dva oltáře, kruchta a pravoúhlé kněžiště. Gotický portál je z pískovce. Na hlavním oltáři je obraz svaté Anny od P. Brandla. V lodi visí obraz českých patronů, uprostřed v oblacích Madona staroboleslavská, kolem ní andělé s palmami a dole klečí svatí Prokop, Václav a Jan Nepomucký. Ve vížce je umístěn zvon.